# Gator
 Gator  és una pel·lícula dels Estats Units del 1976 de i amb Burt Reynolds. És continuació de Bootleggers, estrenada el 1973. Ha estat doblada al català.

## Argument
Les forces de policia criden l'ex-atracador Gator McKlusky per atrapar un polític corrupte.

## Repartiment
- Burt Reynolds: Gator McKlusky
- Jack Weston: Irving Greenfield
- Lauren Hutton: Aggie Maybank
- Jerry Reed: Bama McCall
- Alice Ghostley: Emmelin Cavanaugh
- Dub Taylor: L'alcalde Caffrey
- Mike Douglas: el governador
- Burton Gilliam: Smiley
- William Engesser: Bones
- John Steadman: Ned McKlusky
- Lori Futch: Suzie McKlusky
- Stephanie Burchfield: la jove
- Dudley Remus: el diputat Pogie
- Alex Hawkins: el cap de la polícia
- J. Don Ferguson: el barman
- John Nicholson: Jack Bridger
- Rick Allen: Donahue
- Cornelia Lawsen: Cornelia
- George A. Jones: Big George